# România la Jocurile Olimpice de iarnă din 1994
România a participat la Jocurile Olimpice de iarnă din 1994 cu 23 sportivi care au concurat la 7 sporturi (biatlon, bob, patinaj artistic, patinaj viteză, sanie, schi alpin și schi fond).

## Participarea românească
România a trimis la Lillehammer o delegație formată din 23 sportivi (13 bărbați și 10 femei), care au concurat la 7 sporturi cu 26 probe (14 masculine și 12 feminine). 
Cele mai bune rezultate obținute de delegația României au fost locul 6 obținut de echipajul de sanie - 2 persoane (Ioan Apostol și Liviu Cepoi) și două locuri 8 obținute de Mihaela Dascălu în probele de patinaj viteză pe distanțele de 1.500 m și 3.000 m. . Cornel Gheorghe a ocupat locul 14 la prima sa participare la Jocurile Olimpice. Ștafeta de 4x7,5 km la biatlon feminin a terminat pe locul 16. 
La această ediție a Jocurilor Olimpice, delegația României a obținut doar un punct (la sanie), clasându-se pe locul 28 în clasamentul pe națiuni.

## Biatlon
| Sportiv                                                              | Probă                | Ținte ratate                              | Timp                                                 | Loc |
| -------------------------------------------------------------------- | -------------------- | ----------------------------------------- | ---------------------------------------------------- | --- |
| Gheorghe Vasile                                                      | 10 km (m)            | 2 (1 + 1)                                 | 31.05,3 (+2.58,3)                                    | 34  |
| Gheorghe Vasile                                                      | 20 km (m)            | 2 (1 + 1 + 0 + 0)                         | 1:00.33,7 (+3.08,4)                                  | 21  |
|                                                                      |                      |                                           |                                                      |     |
| Mihaela Cârstoi                                                      | 15 km (f)            | 7 (1 + 1 + 1 + 4)                         | 1:01.15,0 (+9.08,4)                                  | 63  |
| Ileana Hangan-Ianoșiu                                                | 7,5 km (f)           | 2 (1 + 1)                                 | 28.37,1 (+2.28,3)                                    | 43  |
| Adina Șotropa                                                        | 7,5 km (f)           | 3 (2 + 1)                                 | 29.34,8 (+3.26,0)                                    | 55  |
| Adina Șotropa                                                        | 15 km (f)            | 1 (0 + 0 + 0 + 1)                         | 55.27,4 (+3.20,8)                                    | 18  |
| Echipa Adina Șotropa Mihaela Cârstoi Ana Roman Ileana Hangan-Ianoșiu | ștafetă 4x7,5 km (f) | 4 (0 + 4) 0 (0+0) 3 (0+3) 0 (0+0) 1 (0+1) | 2:02.36,8 (+15.17,3) 31.01,3 31.17,5 30.33,6 29.44,4 | 16  |

## Bob
| Sportiv                                                         | Probă               | Rezultat | Rezultat | Rezultat | Rezultat | Rezultat        | Rezultat |
| Sportiv                                                         | Probă               | Manșa 1  | Manșa 2  | Manșa 3  | Manșa 4  | Total           | Loc      |
| --------------------------------------------------------------- | ------------------- | -------- | -------- | -------- | -------- | --------------- | -------- |
| Florin Enache Mihai Dumitrașcu                                  | România I (Bob-2 m) | 54,35    | 54,38    | 54,47    | 54,85    | 3.38,05 (+7,24) | 30       |
| Florin Enache Marian Chițescu Iulian Păcioianu Mihai Dumitrașcu | România I (Bob-4 m) | 52,92    | 53,02    | 53,19    | 53,05    | 3.32,18 (+4,40) | 23       |

## Patinaj artistic
| Sportiv         | Probă      | Total puncte                                | Loc |
| --------------- | ---------- | ------------------------------------------- | --- |
| Cornel Gheorghe | Simplu (m) | 22,0 (program scurt: 16 - program lung: 14) | 14  |
| Marius Negrea   | Simplu (m) | 28,5 (program scurt: 19 - program lung: 19) | 19  |

## Patinaj viteză
| Sportiv             | Probă      | Finala           | Finala |
| Sportiv             | Probă      | Timp             | Loc    |
| ------------------- | ---------- | ---------------- | ------ |
| Zsolt Baló          | 500 m (m)  | 38,56 (+2,23)    | 38     |
| Zsolt Baló          | 1000 m (m) | 1.16,16 (+3,73)  | 36     |
| Zsolt Baló          | 1500 m (m) | 1.56,44 (+5,15)  | 26     |
| Dezideriu Horvath   | 1500 m (m) | 1.57,07 (+5,78)  | 31     |
| Dezideriu Horvath   | 5000 m (m) | 6.59,04 (+24,08) | 20     |
|                     |            |                  |        |
| Mihaela Dascălu     | 500 m (f)  | 41,13 (+1,88)    | 23     |
| Mihaela Dascălu     | 1000 m (f) | 1.21,94 (+3,20)  | 17     |
| Mihaela Dascălu     | 1500 m (f) | 2.04,02 (+1,83)  | 8      |
| Mihaela Dascălu     | 3000 m (f) | 4.22,42 (+4,99)  | 8      |
| Cerasela Hordobețiu | 500 m (f)  | 42,15 (+2,90)    | 29     |
| Cerasela Hordobețiu | 1000 m (f) | 1.23,19 (+4,45)  | 28     |
| Cerasela Hordobețiu | 1500 m (f) | 2.08,50 (+6,31)  | 23     |
| Cerasela Hordobețiu | 3000 m (f) | 4.29,31 (+11,88) | 17     |
| Cerasela Hordobețiu | 5000 m (f) | 7.41,65 (+27,28) | 14     |

## Sanie
| Sportiv                  | Probă      | Rezultat | Rezultat | Rezultat | Rezultat | Rezultat          | Rezultat |
| Sportiv                  | Probă      | Manșa 1  | Manșa 2  | Manșa 3  | Manșa 4  | Timp              | Loc      |
| ------------------------ | ---------- | -------- | -------- | -------- | -------- | ----------------- | -------- |
| Adriana Turea            | Simplu (f) | 50,324   | 50,588   | 50,393   | 50,556   | 3.21,861 (+6,344) | 21       |
| Sorina Grigore           | Simplu (f) | 51,324   | 50,800   | 50,572   | 50,508   | 3.23,204 (+7,687) | 22       |
| Ioan Apostol Liviu Cepoi | Dublu (m)  | 48,647   | 48,676   |          |          | 1.37,323 (+0,603) | 6        |

## Schi alpin
| Sportiv      | Probă                  | Manșa 1           | Manșa 2                       | Total puncte     | Loc     |
| ------------ | ---------------------- | ----------------- | ----------------------------- | ---------------- | ------- |
| Mihaela Fera | Coborâre (f)           |                   |                               | 1.41,07 (+5,14)  | 36      |
| Mihaela Fera | Slalom super-uriaș (f) |                   |                               | 1.28,47 (+6,32)  | 39      |
| Mihaela Fera | Combinata alpină (f)   | coborâre: 1.31,69 | slalom: 1.54,41 (59,19+55,22) | 3.26,10 (+20,94) | 20      |
| Maria Zaruc  | Coborâre (f)           |                   |                               | 1.45,73 (+9,80)  | 40      |
| Maria Zaruc  | Combinata alpină (f)   | coborâre: abandon | slalom: nu a concurat         | abandon          | abandon |

## Schi fond
Distanță
| Sportiv             | Probă                   | Rezultat                              | Rezultat      |
| Sportiv             | Probă                   | Timp                                  | Loc           |
| ------------------- | ----------------------- | ------------------------------------- | ------------- |
| Zsolt Antal         | 10 km clasic (m)        | 29.13,3 (+4.53,2)                     | 80            |
| Zsolt Antal         | 30 km liber (m)         | 1:23.49,7 (+11.23,3)                  | 54            |
| Zsolt Antal         | 10 km+15 km pursuit (m) | +8.55,4 (10 km:29.13 + 15 km:39.51,2) | 62            |
| Elemer-György Tanko | 10 km clasic (m)        | 28.30,5 (+4.10,4)                     | 73            |
| Elemer-György Tanko | 30 km liber (m)         | 1:23.22,6 (+10.56,2)                  | 52            |
| Elemer-György Tanko | 50 km clasic (m)        | abandon                               | nu a terminat |
| Elemer-György Tanko | 10 km+15 km pursuit (m) | +8.38,3 (10 km:28.30 + 15 km:40.17,1) | 59            |